# Jake McDorman
Jake McDorman (* 8. Juli 1986 in Dallas, Texas als John Allen McDorman IV) ist ein US-amerikanischer Schauspieler.

## Leben und Wirken
McDorman wurde in Dallas (Texas) geboren. Er ist der Sohn von Deborah Gale (geborene Stallings) und Allen McDorman III. Er hat eine jüngere Schwester namens Morgan und eine ältere Halbschwester, Amanda. Er erlernte das Schauspielen im Dallas Young Actors Studio und ging in Texas an die Richardson High School, Westwood Junior High und Northwood Hills Elementary School.
Seine Schauspielkarriere begann er 2003 mit zwei Auftritten in der Fernsehserie Run of the House. In den Jahren 2004 bis 2005 übernahm McDorman eine wiederkehrende Rolle in der Serie Quintuplets. Es folgten verschiedene Fernseh- und Filmauftritte. Von 2007 bis 2011 stellte er in der Serie Greek Evan Chambers dar, den Anführer der Bruderschaft Omega Chi. Bekanntheit erlangte McDorman auch durch seine Hauptrolle in der Fernsehserie Limitless.

## Filmografie (Auswahl)
- 2004–2005: Quintuplets (Fernsehserie, 22 Folgen)
- 2006: Girls United – Alles oder Nichts (Bring It On: All or Nothing)
- 2006: Aquamarin – Die vernixte erste Liebe (Aquamarine)
- 2006: CSI: Miami (Fernsehserie, Folge 5x09)
- 2006: Dr. House (House, Folge 2x16)
- 2007–2011: Greek (Fernsehserie, 74 Folgen)
- 2007: Cold Case – Kein Opfer ist je vergessen (Cold Case, Fernsehserie, Folge 4x12)
- 2007: Stirb langsam 4.0 (Live Free or Die Hard)
- 2011: The Craigslist Killer
- 2012: The Newsroom (Fernsehserie, Folge 1x09)
- 2012: Are You There, Chelsea? (Fernsehserie, 12 Folgen)
- 2013–2014: Shameless (Fernsehserie, 10 Folgen)
- 2014: American Sniper
- 2014: Manhattan Love Story (Fernsehserie, 13 Folgen)
- 2015–2016: Limitless (Fernsehserie, 22 Folgen)
- 2017: Lady Bird
- 2020: Happiest Season
- 2021: Dopesick (Miniserie, 5 Folgen)
- 2022: Jerry und Marge – Die Lottoprofis (Jerry & Marge Go Large)
- 2023: Class of ’09 (Miniserie, 4 Folgen)
- 2023: Mrs. Davis (Miniserie, 8 Folgen)